# هابي99

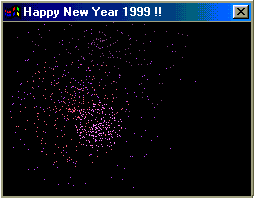
لقطة شاشة لفيروس Happy99 أثناء العمل

هابي99 (بالإنجليزية: Happy99)‏ (قد تُسمى أيضًا اسم Ska أو I-Worm) وهي دودة حاسوبية موجهة خصيصًا لنظام التشغيل مايكروسوفت ويندوز. ظهرت لأول مرة في بداية يناير 1999، وانتشر عبر البريد الإلكتروني ويوزنت. تقوم هذهِ الدودة بتثبيت نفسها وتعمل في خلفية حاسوب الضحية دون علمه. وتُعتبر بشكلٍ عام أول دودة تنتشر عن طريق البريد الإلكتروني، وقد كان بمثابة نموذج لإنشاء نماذج أخرى ذاتية الانتشار. وقد انتشرت في عدة قارات، بما في ذلك أمريكا الشمالية وأوروبا وآسيا.

## الدَّلالة
وصف بول أولدفيلد البرمجية بأنها «أول فيروس ينتشر بسرعة عبر البريد الإلكتروني». في كتيب أمان الكمبيوتر، يُشار إليها على أنها «أول دودة حاسوبية حديثة». ويُشار إليها أيضًا بأنها وسيلة سيئة لإنشاء إكسبلور زيب [الإنجليزية]، وهو فيروس آخر ينتشر ذاتيًا كما ينتشر هذا الفيروس.

## انتشار
ظهرت هذهِ الدودة لأول مرة في 20 يناير 1999. وبالتالي بدأت تقارير إعلامية عن البرمجية الخبيثة من الولايات المتحدة وأوروبا، بالإضافة إلى وجود العديد من الشكاوى على مجموعات الأخبار من المستخدمين الذين أصيبوا بالفيروس. أبلغت مُنظمة بولس آسيا عن 74 حالة إصابة وهي قادمة من اليابان في فبراير، وتَمَّ الإبلاغ عن 181 حالة في مارس وهو رقم قياسي شهري في ذلك الوقت. وفي 3 مارس 1999، أرسلت شركة توظيف في طوكيو، اليابان عن طريق الخطأ 4000 نسخة من الفيروس إلى 30 جامعة مُختلفة في اليابان.
قال دان شريدر من شركة تريند مايكرو (بالإنجليزية: Trend Micro)‏ أنَّ الفيروس كان هو الوحيد الأكثر شيوعًا الذي تم الإبلاغ عنه في نظامهم لشهر مارس. ذكرت نشرة فيروسية نُشرت في فبراير 2000 أن هذا الفيروس تسبب في وصول تقارير عن إصابة الملفات ببرامج ضارة وقد وصلت إلى أكثر من 16٪ في أبريل 1999. أدرج Sophos الفيروس بين أفضل عشرة فيروسات تم الإبلاغ عنها في عام 1999. ذكر إريك شين، رئيس الأبحاث في شركة سيمانتك، أن الدودة كانت ثاني أكثر الفيروسات التي تم الإبلاغ عنها في أوروبا وذلك لعام 2000. أشار ماريوس فان أورز، الباحث في شركة مكافي، على أنه «مُشكلةٌ عالمية»، قائلاً «إنها كانت واحدة من أكثر الفيروسات التي تم الإبلاغ عنها شيوعًا في عام 1999». وقد نشر باحث الفيروسات كريج شموجار إصلاحًا للفيروس على موقعه على الإنترنت، قام مليون شخص بتنزيله.

## تفاصيل تقنيّة
تنتشر الدودة من خلال مرفقات البريد الإلكتروني ويوزنت. عند تنفيذ الدودة (أي الوقوع فيها)، يتم عرض ألعاب نارية متحركة ورسالة تُظهر «عام جديد سعيد» (بالإنجليزية: Happy New Year)‏. تقوم الدودة بتعديل وينسوك [الإنجليزية] (بالإنجليزية: Winsock)‏، وتعديل كذلك مكتبة اتصالات ويندوز، وذلك للسماح لنفسها بالانتشار. تقوم الدودة بعد ذلك بإرفاق نفسها تلقائيًا بجميع رسائل البريد الإلكتروني اللاحقة ومنشورات مجموعات الأخبار التي يرسلها المُستخدم. يعدل الفيروس المتنقل مفتاح التسجيل ليبدأ تلقائيًا عند إعادة تشغيل الكمبيوتر. في بعض الحالات، قد يتسبب البرنامج في ظهور عدة رسائل خطأ وبالتالي تسبب ازعاجًا قويًا.
تمت كتابة الدودة بواسطة كاتب فيروسي فرنسي يُعرف باسم «سبانسكا» (بالإنجليزية: Spanska)‏. وبعيدًا التكاثر الذاتي، فإنَّ هذا الفيروس لا يتسبب في مزيد من الضرر للكمبيوتر المصاب. تستخدم الدودة عادةً المنفذ 25 (بالإنجليزية: Port 25)‏ لتنشر نفسها، ولكنها تستخدم المنفذ 119 (بالإنجليزية: Port 119)‏ إذا لم يكن المنفذ 25 متاحًا. حجم الملف القابل للتنفيذ للدودة هو 10000 بايت؛ يتم تخزين قائمة بمجموعات الأخبار وعناوين البريد المزعجة على القرص الصلب المصاب.

## أنظر أيضا
- قائمة ديدان الكمبيوتر
- التسلسل الزمني لفيروسات الكمبيوتر والديدان
- مقارنة بين فيروسات الكمبيوتر
- البريد الإلكتروني العشوائي
- البرمجيات الخبيثة

## المَراجع
1. ↑  Roger A. Grimes (2001). Malicious Mobile Code: Virus Protection for Windows. Sebastopol, CA: O'Reilly. ص. 6. ISBN:1-56592-682-X.
2. ↑  Paul Oldfield (2001). Computer viruses demystified. Aylesbury, Bucks: Sophos. ص. 32. ISBN:0-9538336-0-7.
3. ↑  Bosworth, Seymour؛ Kabay, Michel E. (2002). Computer security handbook. Chichester: John Wiley & Sons. ص. 44. ISBN:0-471-26975-1.
4. ↑  Rosie Lombardi (2 يوليو 1999). "Microsoft's dominance plays a role". Computing Canada. مؤرشف من الأصل في 2012-02-14.
5. ↑  Ellis, Juanita؛ Korper, Steffano (2001). The E-commerce book: building the E-empire. San Diego: Academic. ص. 192. ISBN:0-12-421161-5.
6. ↑  David Watts (16 فبراير 1999). "Help Desk". The West Australian.
7. ↑  "251 Cases of Computer Virus Damage Reported in Japan in Feb". Asia Pulse. 7 مارس 1999.
8. ↑  Makoto Ushida (19 أبريل 1999). "Cyberslice - Experts warn of lurking computer viruses". صحيفة أساهي.
9. ↑  "Virus-tainted e-mail sent to 4,000". The Daily Yomiuri. 6 يونيو 1999.
10. ↑  Clint Swett؛ Eric Young (7 أبريل 1999). "Tech Talk Column". ساكرامنتو بي.
11. ↑  "Virus Bulletin". Virus Bulletin Ltd. 2000. ISSN:0956-9979.
12. ↑  "Old viruses live on". Adelaide Advertiser. 19 فبراير 2000.
13. ↑  "Virus variants put users at risk Users are at risk from new variants of popular viruses which can evade some antivirus protection". World Reporter TM. 6 مارس 2000.
14. ↑  Deborah Scoblionkov (2 مارس 1999). "Bigfoot Users Get a Hotfoot". Wired. مؤرشف من الأصل في 2012-10-26.
15. ↑  Jeffrey Kosseff (15 سبتمبر 2003). "Virus-Hunters Scour Internet with 'Dirty' Computers". ذا أوريجونيان.
16. 1 2 3  Chen, William W. L. (2005). Statistical methods in computer security. New York, N.Y: Marcel Dekker. ص. 272. ISBN:0-8247-5939-7.
17. ↑  Michael J. Isaac؛ Isaac, Debra S. (2003). The SSCP prep guide: mastering the seven key areas of system security. New York: Wiley. ص. 0471273511. ISBN:0-471-27351-1.
18. ↑  Roberta Fusaro (29 يناير 1999). "Internet worm can crash corporate servers". سي إن إن. مؤرشف من الأصل في 2021-02-12.
19. 1 2  Rubin, Aviel D. (2001). White-hat security arsenal: tackling the threats. Boston: Addison-Wesley. ص. 31. ISBN:0-201-71114-1.
20. ↑  Carrie Kirby (22 ديسمبر 2000). "Holiday E-Mail Gives Viruses An Opportunity". سان فرانسيسكو كرونيكل.
21. 1 2  Grover، Amit (أغسطس 2003). "Application Adaptive Bandwidth Management Using Real-Time Network Monitoring" (PDF): 77–78. مؤرشف من الأصل (PDF) في 2006-09-14. اطلع عليه بتاريخ 2009-03-27. {{استشهاد بدورية محكمة}}: الاستشهاد بدورية محكمة يطلب |دورية محكمة= (مساعدة)
22. ↑  Knittel, Brian؛ Cowart, Robert؛ Cowart, Bob (1999). Using MicroSoft Windows 2000 professional. Indianapolis, Ind: Que. ص. 936. ISBN:0-7897-2125-2.
23. ↑  Trefor Roscoe (2004). Rapid Reference to Computers: Rapid Reference Series. St. Louis: Mosby. ص. 38. ISBN:0-7234-3357-7.
24. ↑  Bob Sullivan (27 يناير 1999). "Happy99.exe worm spreads on Net". ZDNet. مؤرشف من الأصل في 2016-07-01.

## روابط خارجية
- مذكرة حادثة CERT IN-99-02
- قائمة الفيروسات - دودة البريد الإلكتروني. Win32. Happy99